# Rezydencja Prezydenta Republiki Białorusi
Rezydencja Prezydenta Republiki Białoruś – oficjalna rezydencja Prezydenta Republiki Białorusi w Mińsku pod adresem ul. Karola Marxa 38.

## Historia budowy

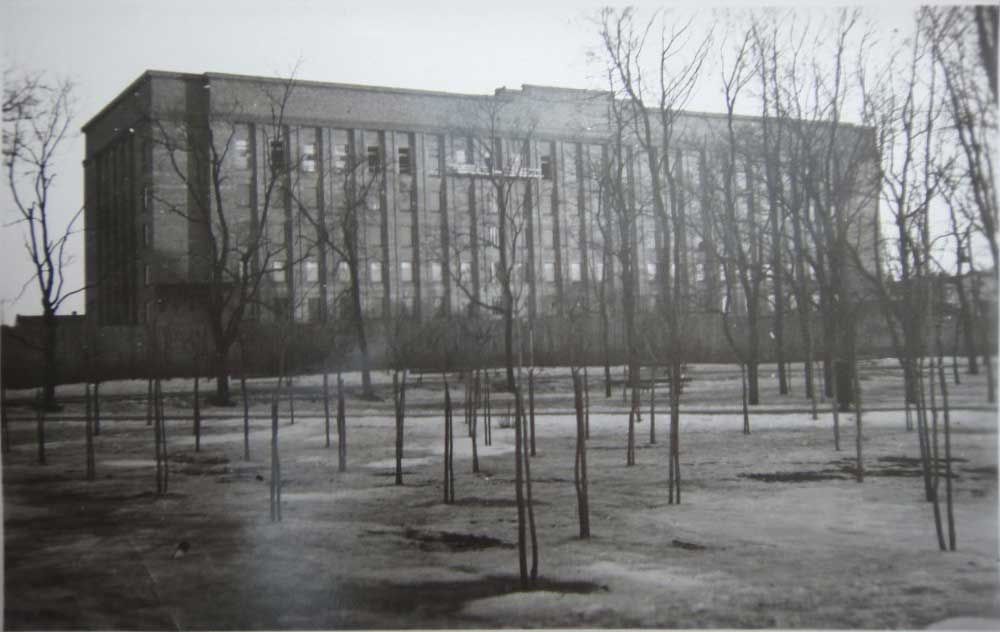
Budynek w okresie okupacji niemieckiej

Budynek powstał dla Komitetu Centralnego Komunistycznej Partii Białorusi w latach 1939–1941, ukończony w 1947 roku (arch. Aleksander Piotrowicz Woinau, Uładzimir Mikałajewicz Waraksin). Jeden z najważniejszych obiektów białoruskiej architektury radzieckiej.
W czasie okupacji Niemcy kontynuowali budowę. Budynek miał mieścić Komisariat Generalny. Planowano otworzyć go 1 maja 1943 r., ale w kwietniu został trafiony bombami zrzuconymi przez radziecki bombowiec w pobliżu budynku. W rezultacie Komisariat Generalny przeniósł się do nowego biura dopiero w czerwcu 1943 r. Gabinet Gauleitera Wilhelma Kube znajdował się na drugim piętrze z widokiem na Skwer Aleksandrowski.

## Opis
6-kondygnacyjną bryłę umieszczono na masywnym granitowym cokole.
Budynek na całym obwodzie ozdobiony jest profilowanymi lizenami i zwieńczony potężnym attyką. Trójwymiarowa kompozycja odpowiada strukturze planistycznej i podstawie konstrukcyjnej budynku. Pomieszczenia pracowników znajdują się wzdłuż jasnego korytarza. Na osi głównej znajduje się sala konferencyjna. Przy budowie po raz pierwszy na Białorusi zastosowano prefabrykowane płyty żelbetowe.
W 1976 roku od strony południowo-zachodniej do budynku dobudowano prawe skrzydło, którego rozwiązania powtarzają architekturę fasady głównej. W 1986 roku dobudowano lewe skrzydło, a w 1988 roku łącznik od strony ulicy Kirowa. W 6 salach znajduje się tam Muzeum Współczesnej Państwowości Białoruskiej. Na osi budynku znajduje się Skwer Aleksandrowski i Plac Październikowy, główny plac miasta.
Herb Białorusi na budynku został wykonany w 1996 roku przez rzeźbiarza Uładzimira Papsueua.